# Малая Чернявка
Ма́лая Черня́вка (укр. Мала́ Черня́вка) — село на Украине, основано в 1737 году, находится в Ружинском районе Житомирской области.
Код КОАТУУ — 1825284401. Население по переписи 2001 года составляет 554 человека. Почтовый индекс — 13622. Телефонный код — 4138. Занимает площадь 3,123 км².

## Адрес местного совета
13622, Житомирская область, Ружинский р-н, с. Малая Чернявка, ул. Хрустицкого, 12
- В селе родился Герой Советского Союза, танкист Хрустицкий, Владислав Владиславович (1902—1944).